# 7. ваздухопловна команда
7. ваздухопловна команда била је здружена јединица Ратног ваздухопловства Југословенске народне армије. Настала је преформирањем 37. ваздухопловне ловачко-бомбардерске дивизије у складу са новом организацијом Ратног ваздухопловства према плану Дрвар 27. јуна 1959. године. У њеном саставу су биле јединице на аеродромима Рајловац и Тузла.
Према плану реорганизације Ратног ваздухопловства Дрвар 2 је расформирана 2. маја 1964. године.

## Организација

### Потчињене јединице
Авијацијске јединице
- 103. извиђачки авијацијски пук (од 1960)
  - Ескадрила за везу 7. ваздухопловне команде (од 1961. 892. авијацијска ескадрила за везу)[2]
  - Ваздухопловна ескадрила лаке борбене авијације 7. ваздухопловне команде (од 1961. 463. ескадрила лаке борбене авијације)[3]

Ваздухопловно-техничке јединице
- 399. ваздухопловна база

Јединице ВОЈИН
- 7. пук ВОЈИН

Јединице везе
- 207. батаљон везе

## Командант
- пуковник Светозар Радивојевић